# كوستاس تسارتساريس
كوستاس تسارتساريس (باليونانية: Κώστας Τσαρτσαρής)‏ مواليد 17 أكتوبر 1979 في فيريا، هو مدرب كرة سلة يوناني ولاعب معتزل. بدأ مسيرته الاحترافية في سنة 1997. يبلغ طوله 6 قدم 10.75 بوصة (2.1 م). مثّل منتخب بلاده. شارك في دورة الألعاب الأولمبية الصيفية سنة 2004. حقق المركز الأول في بطولة أمم أوروبا لكرة السلة 2005. اعتزل اللعب في 2013.

## الإنجازات

### النادي
- كأس آيسلندا: (1998)
- فاز 10 مرات بالدوري اليوناني لكرة السلة
- فاز 8 مرات بكأس اليونان لكرة السلة الفوز: (2003، 2005، 2006، 2007، 2008، 2009، 2012، 2013)
- فاز 3 مرات بالدوري الأوروبي لكرة السلة : (2007، 2009، 2011)

### المنتخب
- بطولة أمم أوروبا لكرة السلة 2005:  ذهبية

## سجل المنافسة
شارك في المنافسات التالية:
- بطولة أمم أوروبا لكرة السلة 2005
- الألعاب الأولمبية الصيفية 2004
- الألعاب الأولمبية الصيفية 2008

## روابط خارجية
- كوستاس تسارتساريس على موقع الاتحاد الدولي لكرة السلة (الإنجليزية)
- كوستاس تسارتساريس على موقع الدوري الأوروبي لكرة السلة (الإنجليزية)
- كوستاس تسارتساريس على موقع كرة السلة الأوروبية.كوم (الإنجليزية)
- كوستاس تسارتساريس على موقع DraftExpress.com (الإنجليزية)
- كوستاس تسارتساريس على موقع ريلجم (الإنجليزية)
- كوستاس تسارتساريس على موقع بروبوليرز (الإنجليزية)
- كوستاس تسارتساريس على موقع سبورتس رفرنس (الإنجليزية)
- كوستاس تسارتساريس على موقع أوليمبيديا (الإنجليزية)